# جوزيه نج
جوزيه نج (بالملايوية: Josiah Ng) هو دراج ماليزي، ولد في 2 فبراير 1980 في مانيلا في الفلبين.

## وصلات خارجية
- الموقع الرسمي
- جوزيه نج على موقع الاتحاد الدولي للدراجات (الإنجليزية)
- جوزيه نج على موقع أرشيف الدراجات (الإنجليزية)
- جوزيه نج على موقع أوليمبيديا (الإنجليزية)
- جوزيه نج على موقع اتحاد ألعاب الكومنولث (مؤرشف) (الإنجليزية)
- جوزيه نج على موقع اتحاد ألعاب الكومنولث (مؤرشف) (الإنجليزية)
- جوزيه نج على موقع اتحاد ألعاب الكومنولث (مؤرشف) (الإنجليزية)
- جوزيه نج على موقع اتحاد ألعاب الكومنولث (مؤرشف) (الإنجليزية)
- جوزيه نج على موقع اتحاد ألعاب الكومنولث (مؤرشف) (الإنجليزية)